# Срібна стріла
Срібна стріла — трилер 1976 року.

## Сюжет
Сідаючи в трансамериканський експрес «Срібна стріла», Джордж Колдуелл і не припускав, що йому належить не спокійна поїздка до Чикаго з читанням книжки і розгляданням пропливаючих у вікні пейзажів, а відверто гонитви і смертельно небезпечних кульбітів з перестрілками, зустріч з чарівною блондинкою, протистояння з зграєю шахраїв і вбивць і ще ціла низка смішних і неймовірних зустрічей і подій..